# Pandemia de COVID-19 na Nova Caledônia
Este artigo documenta os impactos da pandemia de coronavírus 2019-2020 na Nova Caledônia e pode não incluir todas as principais respostas e medidas contemporâneas.

## Linha do tempo
Em 17 de março, o presidente da Nova Caledónia, Thierry Santa anunciou planos de suspender todos os voos para o território como medida de precaução, além de colocar todos os visitantes em quarentena, com o não cumprimento a ser punido com uma multa.
Em 18 de março, foram confirmados os dois primeiros casos na Nova Caledônia.